# Grand Prix-wegrace der Naties 1988
De Grand Prix-wegrace der Naties 1988 was de vijfde Grand Prix van wereldkampioenschap wegrace voor motorfietsen in het seizoen 1988. De races werden verreden op 21- en 22 mei 1988 op het Autodromo Enzo e Dino Ferrari in Imola (Italië). In Imola reden alle soloklassen (80 cc, 125 cc, 250 cc en 500 cc).

## Algemeen
De GP des Nations werd de Grand Prix van Jorge Martínez, die niet alleen twee races won, maar ook in twee klasse poleposition en de snelste ronde realiseerde. De 125cc-klasse moest al op zaterdag 21 mei rijden, de overige klassen reden op zondag 22 mei. De trainingen werden bijna allemaal op een nat circuit afgerond, pas op zaterdag werd er op een droge baan gereden. In geen enkele race was de strijd om de eerste plaats echt spannend, door de overmacht van Eddie Lawson, Dominique Sarron en Jorge Martínez.

## 500cc-klasse

### De training
Wayne Gardner was goed te spreken over de verbeteringen aan zijn Honda NSR 500, maar nog niet helemaal tevreden. Gardner was de snelste, maar de tijden lagen dicht bij elkaar met de eerste zeven binnen een seconde. Didier de Radiguès had inmiddels genoeg vertrouwen in de Yamaha YZR 500 om zijn eigen afstelling te zoeken (in plaats van die van Eddie Lawson te volgen) en reed de tweede trainingstijd. Randy Mamola reed eindelijk weer eens op de Cagiva, waarvan hij zei dat vooral de Pirelli-banden sterk verbeterd waren. 

#### Trainingstijden
| Pos | Coureur             | Merk                        | Tijd    |
| --- | ------------------- | --------------------------- | ------- |
| 1.  | Wayne Gardner       | Rothmans-HRC-Honda          | 1"55'03 |
| 2.  | Didier de Radiguès  | Agostini-Marlboro-Yamaha    | 1"55'23 |
| 3.  | Christian Sarron    | Gauloises-Sonauto-Yamaha    | 1"55'24 |
| 4.  | Wayne Rainey        | Roberts-Lucky Strike-Yamaha | 1"55'56 |
| 5.  | Kevin Schwantz      | Pepsi-Suzuki                | 1"55'46 |
| 6.  | Kevin Magee         | Roberts-Lucky Strike-Yamaha | 1"55'57 |
| 7.  | Eddie Lawson        | Agostini-Marlboro-Yamaha    | 1"55'74 |
| 8.  | Randy Mamola        | Cagiva                      | 1"56'19 |
| 9.  | Pierfrancesco Chili | Gallina-HB-HRC-Honda        | 1"56'33 |
| 10. | Niall Mackenzie     | Gallina-HB-HRC-Honda        | 1"56'53 |

### De race
Vanaf de tweede startrij was Eddie Lawson toch als snelste weg en na enkele ronden had hij al een kleine voorsprong op Wayne Gardner, Didier de Radiguès, Kevin Schwantz en Wayne Rainey. Gardner probeerde een tijdje te volgen, maar zijn machine was nog te instabiel en hij moest genoegen nemen met de tweede plaats. Veel spanning was er niet in de race, pas vanaf de zevende plaats was er strijd tussen Randy Mamola, Shunji Yatsushiro, Raymond Roche en Tadahiko Taira. Deze laatste twee maakten een lelijke valpartij mee, maar pas na de finish. Roche brak daarbij een enkel en Taira een hand.

#### Uitslag 500cc-klasse
| Pos | Coureur             | Merk                        | Tijd      | Punten |
| --- | ------------------- | --------------------------- | --------- | ------ |
| 1   | Eddie Lawson        | Agostini-Marlboro-Yamaha    | 48"17'16  | 20     |
| 2   | Wayne Gardner       | Rothmans-HRC-Honda          | +15'51    | 17     |
| 3   | Wayne Rainey        | Roberts-Lucky Strike-Yamaha | +26'74    | 15     |
| 4   | Kevin Schwantz      | Pepsi-Suzuki                | +32'86    | 13     |
| 5   | Kevin Magee         | Roberts-Lucky Strike-Yamaha | +48'49    | 11     |
| 6   | Pierfrancesco Chili | Gallina-HB-HRC-Honda        | +53'12    | 10     |
| 7   | Randy Mamola        | Cagiva                      | +1"15'11  | 9      |
| 8   | Shunji Yatsushiro   | Rothmans-HRC-Honda          | +1"16'77  | 8      |
| 9   | Raymond Roche       | Cagiva                      | +1"17'21  | 7      |
| 10  | Tadahiko Taira      | Tech 21-Yamaha              | +1"18'01  | 6      |
| 11  | Niall Mackenzie     | Gallina-HB-HRC-Honda        | +1"27'56  | 5      |
| 12  | Rob McElnea         | Pepsi-Suzuki                | +1"52'09  | 4      |
| 13  | Alessandro Valesi   | Honda                       | +1 ronde  | 3      |
| 14  | Marco Gentile       | Fior-Marlboro-Honda         | +1 ronde  | 2      |
| 15  | Patrick Igoa        | Gauloises-Sonauto-Yamaha    | +1 ronde  | 1      |
| 16  | Ron Haslam          | ELF-HRC-Honda               | +1 ronde  |        |
| 17  | Alberto Rota        | Honda                       | +1 ronde  |        |
| 18  | Fabio Barchitta     | Katayama-ELF-HRC-Honda      | +1 ronde  |        |
| 19  | Bruno Kneubühler    | Honda                       | +1 ronde  |        |
| 20  | Romolo Balbi        | Honda                       | +1 ronde  |        |
| 21  | Ari Rämö            | Honda                       | +1 ronde  |        |
| 22  | Peter Sköld         | Honda                       | +1 ronde  |        |
| 23  | Rachel Nicotte      | Chevallier-Honda            | +2 ronden |        |
| 24  | Marco Papa          | Honda                       | +2 ronden |        |
| 25  | Maarten Duyzers     | HDJ-Honda                   | +2 ronden |        |
| 26  | Niggi Schmassman    | Honda                       | +3 ronden |        |

#### Niet gefinished
| Coureur            | Merk                     | Oorzaak |
| ------------------ | ------------------------ | ------- |
| Steve Manley       | Suzuki                   |         |
| Manfred Fischer    | Hein Gericke-Honda       |         |
| Daniel Amatriaín   | Honda                    |         |
| Christian Sarron   | Gauloises-Sonauto-Yamaha | Val     |
| Massimo Broccoli   | Cagiva                   |         |
| Roger Burnett      | Katayama-ELF-Honda       |         |
| Didier de Radiguès | Agostini-Marlboro-Yamaha | Val     |
| Jean Luc Demierre  | Suzuki                   |         |
| Vittorio Scatola   | Paton                    |         |
| Fabio Biliotti     | Honda                    |         |

#### Niet gekwalificeerd
| Coureur           | Merk   |
| ----------------- | ------ |
| Larry Vacondio    | Suzuki |
| Leandro Becheroni | Honda  |
| Andreas Leuthe    | Suzuki |

#### Niet deelgenomen
| Coureur             | Merk               | Oorzaak  |
| ------------------- | ------------------ | -------- |
| Wolfgang von Muralt | Suzuki             | Blessure |
| Gustav Reiner       | Hein Gericke-Honda | Blessure |

### Top tien tussenstand 500cc-klasse
| Pos | Coureur             | Merk                        | Ptn |
| --- | ------------------- | --------------------------- | --- |
| 1   | Eddie Lawson        | Agostini-Marlboro-Yamaha    | 92  |
| 2   | Wayne Gardner       | Rothmans-HRC-Honda          | 77  |
| 3   | Wayne Rainey        | Roberts-Lucky Strike-Yamaha | 65  |
| 4   | Kevin Magee         | Roberts-Lucky Strike-Yamaha | 55  |
| 5   | Niall Mackenzie     | Gallina-HB-HRC-Honda        | 53  |
| 6   | Christian Sarron    | Gauloises-Sonauto-Yamaha    | 44  |
| 6   | Kevin Schwantz      | Pepsi-Suzuki                | 44  |
| 8   | Didier de Radiguès  | Agostini-Marlboro-Yamaha    | 33  |
| 9   | Rob McElnea         | Pepsi-Suzuki                | 22  |
| 10  | Shunji Yatsushiro   | Rothmans-HRC-Honda          | 21  |
| 10  | Pierfrancesco Chili | Gallina-HB-HRC-Honda        | 21  |

## 250cc-klasse

### De training
De Yamaha 250cc-rijders hadden nieuwe uitlaten gekregen, maar dat kon niet verhinderen dat Christian Sarron met zijn Honda NSR 250 de snelste tijd reed. De tijd van regerend wereldkampioen Toni Mang viel weer tegen: hij was slechts veertiende. Reinhold Roth kreeg steeds minder last van de herhaalde operaties aan zijn been en reed de vijfde tijd. 

#### Trainingstijden
| Pos | Coureur          | Merk                     | Tijd    |
| --- | ---------------- | ------------------------ | ------- |
| 1.  | Dominique Sarron | Rothmans-HRC-Honda       | 1"59'99 |
| 2.  | Carlos Lavado    | HB-Venemotos-Yamaha      | 2"00'13 |
| 3.  | Juan Garriga     | Nieto-Ducados-Yamaha     | 2"00'17 |
| 4.  | Sito Pons        | Campsa-HRC-Honda         | 2"00'46 |
| 5.  | Luca Cadalora    | Agostini-Marlboro-Yamaha | 2"00'67 |
| 6.  | Reinhold Roth    | HB-HRC-Honda             | 2"01'01 |
| 7.  | Masahiro Shimizu | Terra-HRC-Honda          | 2"01'07 |
| 8.  | Alberto Puig     | Nieto-Ducados-HRC-Honda  | 2"01'10 |
| 9.  | Jacques Cornu    | Parisienne-HRC-Honda     | 2"01'63 |
| 10. | Martin Wimmer    | Fath-Hein Gericke-Yamaha | 2"02'05 |

### De race
Afgezien van een valpartij meteen na de start van de 250cc-race, waarbij Alberto Puig onderuit ging en John Kocinski, Bruno Casanova, Alain Bronec, Jean-François Baldé, Andreas Preining en Donnie McLeod in zijn val meenam, was er niet veel spanning. Dominique Sarron startte als snelste en bleef tot aan de finish aan de leiding. Sito Pons achterhaalde hem weliswaar, maar kon hem niet passeren en moest hem uiteindelijk laten gaan. Toni Mang (slechte startplaats) en Reinhold Roth (mislukte start) reden een inhaalrace, waarbij Roth nog zesde werd, maar Mang werd slechts tiende, voor Donnie McLeod, die zoals gezegd gevallen was. 

#### Uitslag 250cc-klasse
| Pos | Coureur              | Merk                     | Tijd     | Punten |
| --- | -------------------- | ------------------------ | -------- | ------ |
| 1   | Dominique Sarron     | Rothmans-HRC-Honda       | 43"57'53 | 20     |
| 2   | Sito Pons            | Campsa-HRC-Honda         | +8'64    | 17     |
| 3   | Juan Garriga         | Nieto-Ducados-Yamaha     | +15'88   | 15     |
| 4   | Masahiro Shimizu     | Terra-HRC-Honda          | +20'27   | 13     |
| 5   | Luca Cadalora        | Agostini-Marlboro-Yamaha | +28'04   | 11     |
| 6   | Reinhold Roth        | HB-HRC-Honda             | +31'90   | 10     |
| 7   | Carlos Lavado        | HB-Venemotos-Yamaha      | +34'89   | 9      |
| 8   | Jacques Cornu        | Parisienne-HRC-Honda     | +38'04   | 8      |
| 9   | Jean-Philippe Ruggia | Gauloises-Sonauto-Yamaha | +40'13   | 7      |
| 10  | Toni Mang            | Rothmans-HRC-Honda       | +48'11   | 6      |
| 11  | Donnie McLeod        | 7Up-EMC-Rotax            | +1"20'43 | 5      |
| 12  | Manfred Herweh       | Levior-Yamaha            | +1"21'20 | 4      |
| 13  | Harald Eckl          | Römer-Aprilia-Rotax      | +1"21'63 | 3      |
| 14  | Stefano Caracchi     | Honda                    | +1"25'56 | 2      |
| 15  | August Auinger       | Aprilia-Rotax            | +1"26'57 | 1      |
| 16  | Massimo Matteoni     | Yamaha                   | +1"34'29 |        |
| 17  | Paolo Casoli         | Pileri-AGV-Garelli       | +1"42'88 |        |
| 18  | Siegfried Minich     | Yamaha                   |          |        |
| 19  | Javier Cardelús      | Aprilia-Rotax            |          |        |
| 20  | Jean Foray           | Yamaha                   |          |        |
| 21  | Urs Lüzi             | Honda                    |          |        |
| 22  | Jean-Michel Mattioli | Docshop-Yamaha           | +1 ronde |        |
| 23  | Urs Jücker           | Yamaha                   | +1 ronde |        |

#### Niet gefinished
| Coureur             | Merk                        | Oorzaak |
| ------------------- | --------------------------- | ------- |
| Martin Wimmer       | Fath-Hein Gericke-Yamaha    | Val     |
| Bruno Casanova      | FMI-Aprilia-Rotax           | Val     |
| Helmut Bradl        | Honda                       | Motor   |
| Maurizio Vitali     | Gazzaniga-Rotax             |         |
| Fausto Ricci        | Aprilia-Rotax               |         |
| Marcellino Lucchi   | Honda                       |         |
| Loris Reggiani      | Aprilia-Rotax               | Val     |
| Alberto Puig        | Nieto-Ducados-HRC-Honda     | Val     |
| Andreas Preining    | Aprilia-Rotax               | Val     |
| John Kocinski       | Roberts-Lucky Strike-Yamaha | Val     |
| Kevin Mitchell      | Yamaha                      |         |
| Alain Bronec        | Honda                       | Val     |
| Jean-François Baldé | Défi-Rotax                  | Val     |

#### Niet gekwalificeerd
| Coureur            | Merk           |
| ------------------ | -------------- |
| René Zanatta       | Yamaha         |
| Guy Bertin         | Yamaha         |
| Bruno Bonhuil      | Honda          |
| Hans Lindner       | Honda          |
| Engelbert Neumair  | Aprilia-Rotax  |
| Chris Martin       | Aprilia-Rotax  |
| Iván Palazzese     | Yamaha         |
| Ivan Troisi        | Yamaha         |
| René Delaby        | Docshop-Yamaha |
| Jochen Schmid      | Honda          |
| Thierry Rapicault  | Fior-Rotax     |
| Juan López Mella   | Honda          |
| Nedy Crotta        | Aprilia-Rotax  |
| Marcello Iannetta  | Yamaha         |
| Vittorio Gibertini | Yamaha         |

#### Niet deelgenomen
| Coureur       | Merk                    | Oorzaak  |
| ------------- | ----------------------- | -------- |
| Carlos Cardús | Nieto-Ducados-HRC-Honda | Blessure |

### Top tien tussenstand 250cc-klasse
| Pos | Coureur              | Merk                        | Ptn |
| --- | -------------------- | --------------------------- | --- |
| 1   | Sito Pons            | Campsa-HRC-Honda            | 71  |
| 2   | Juan Garriga         | Nieto-Ducados-Yamaha        | 68  |
| 3   | Jacques Cornu        | Parisienne-HRC-Honda        | 58  |
| 4   | Dominique Sarron     | Rothmans-HRC-Honda          | 48  |
| 5   | Jean-Philippe Ruggia | Gauloises-Sonauto-Yamaha    | 45  |
| 6   | Toni Mang            | Rothmans-HRC-Honda          | 43  |
| 7   | Masahiro Shimizu     | Terra-HRC-Honda             | 41  |
| 8   | Reinhold Roth        | HB-HRC-Honda                | 37  |
| 9   | Luca Cadalora        | Agostini-Marlboro-Yamaha    | 30  |
| 10  | John Kocinski        | Roberts-Lucky Strike-Yamaha | 24  |

## 125cc-klasse

### De training
De 125cc-klasse kon op zaterdagochtend nog een droge training afwikkelen, maar de tijden lagen ver uit elkaar. Tussen Jorge Martínez en Ezio Gianola zat slechts een halve seconde, maar derde man Fausto Gresini was al meer dan twee seconden langzamer en tiende man Lucio Pietroniro kwam bijna vier seconden tekort. 

#### Trainingstijden
| Pos | Coureur            | Merk                | Tijd    |
| --- | ------------------ | ------------------- | ------- |
| 1.  | Jorge Martínez     | Nieto-Ducados-Derbi | 2"08'14 |
| 2.  | Ezio Gianola       | Honda               | 2"08'72 |
| 3.  | Fausto Gresini     | Pileri-AGV-Garelli  | 2"10'04 |
| 4.  | Pier Paolo Bianchi | Cagiva              | 2"10'21 |
| 5.  | Corrado Catalano   | Aprilia-Rotax       | 2"10'27 |
| 6.  | Gastone Grassetti  | Honda               | 2"10'33 |
| 7.  | Hans Spaan         | Samson-Sharp-Honda  | 2"11'01 |
| 8.  | Andrea Brasini     | MBA                 | 2"11'36 |
| 9.  | Manuel Herreros    | Nieto-Ducados-Derbi | 2"11'40 |
| 10. | Lucio Pietroniro   | Honda               | 2"11'43 |

### De race
Ezio Gianola had kopstart, maar zat al snel in een kleine kopgroep met de Derbi-rijders Jorge Martínez en Manuel Herreros. Gedrieën leken ze een fel gevecht om de kop te leveren, maar nadat Gianola en Herreros elkaar een keer geraakt hadden koos Martínez eieren voor zijn geld. Zeven ronden voor het einde ging hij ineens 2,5 seconde per ronde sneller rijden. Gianola raakte in de laatste ronde een keer in het gras, maar kon de achtervolgende groep met Pier Paolo Bianchi, Hans Spaan, Luis Miguel Reyes en Gastone Grassetti nog net voorblijven.

#### Uitslag 125cc-klasse
| Pos | Coureur            | Merk                | Tijd     | Punten |
| --- | ------------------ | ------------------- | -------- | ------ |
| 1   | Jorge Martínez     | Nieto-Ducados-Derbi | 39"16'43 | 20     |
| 2   | Manuel Herreros    | Nieto-Ducados-Derbi | +8'70    | 17     |
| 3   | Ezio Gianola       | Honda               | +12'86   | 15     |
| 4   | Pier Paolo Bianchi | Cagiva              | +13'67   | 13     |
| 5   | Hans Spaan         | Samson-Sharp-Honda  | +13'82   | 11     |
| 6   | Luis Miguel Reyes  | Pileri-AGV-Garelli  | +14'00   | 10     |
| 7   | Gastone Grassetti  | Honda               | +14'23   | 9      |
| 8   | Adi Stadler        | Honda               | +15'14   | 8      |
| 9   | Hisashi Unemoto    | Fukuda-Honda        | +35'15   | 7      |
| 10  | Johnny Wickström   | Honda               | +36'47   | 6      |
| 11  | Stefan Prein       | Honda               | +36'47   | 5      |
| 12  | Heinz Lüthi        | Honda               | +36'82   | 4      |
| 13  | Allan Scott        | Honda               | +39'35   | 3      |
| 14  | Jussi Hautaniemi   | Honda               | +40'27   | 2      |
| 15  | Julián Miralles    | Nieto-Ducados-Honda | +46'63   | 1      |
| 16  | Esa Kytölä         | Honda               |          |        |
| 17  | Josef Fischer      | Noki-Rotax          |          |        |
| 18  | Alfred Waibel      | Waibel-Honda        |          |        |
| 19  | Kris Galatowicz    | Honda               |          |        |
| 20  | Domenico Brigaglia | Gazzaniga           |          |        |
| 21  | Claudio Macciotta  | Honda               |          |        |
| 22  | Koji Takada        | Fukuda-Honda        |          |        |
| 23  | Hubert Abold       | Honda               |          |        |
| 24  | Jean-Claude Selini | Honda               |          |        |
| 25  | Thierry Feuz       | Rieju               |          |        |
| 26  | Stefano Bianchi    | Cardati             | +1 ronde |        |

#### Niet gefinished
| Coureur           | Merk           | Oorzaak    |
| ----------------- | -------------- | ---------- |
| Lucio Pietroniro  | Honda          | Ontsteking |
| Gerhard Waibel    | Honda          |            |
| Javier Debón      | Arbizu-Casal   |            |
| Robin Appleyard   | Honda          |            |
| Andrea Brasini    | MBA            |            |
| Stefan Dörflinger | Marlboro-Honda | Val        |
| Mike Leitner      | LCR-Rotax      |            |
| Corrado Catalano  | Aprilia-Rotax  | Val        |
| Ian McConnachie   | Cagiva         |            |

#### Niet gestart
| Coureur        | Merk               | Oorzaak  |
| -------------- | ------------------ | -------- |
| Fausto Gresini | Pileri-AGV-Garelli | Blessure |

#### Niet gekwalificeerd
| Coureur              | Merk           |
| -------------------- | -------------- |
| Andrés Sánchez       | Rotax          |
| Serge Julin          | Rotax          |
| Paul Bordes          | Honda          |
| Taru Rinne           | Honda          |
| Robin Milton         | Rotax          |
| Jos van Dongen       | Honda          |
| Christian Le Badezet | Honda          |
| Bady Hassaine        | Honda          |
| Jörg Seel            | Seel           |
| Marco Cipriani       | Honda          |
| Manuel Hernández     | Honda          |
| Juan Ramon Bolart    | JJ Cobas-Rotax |
| Bert Smit            | Honda          |
| Dario Marchetti      | Rotax          |
| Karl Dauer           | Hummel         |
| Serafino Foti        | Mondial        |

### Top tien tussenstand 125cc-klasse
| Pos | Coureur            | Merk                | Ptn |
| --- | ------------------ | ------------------- | --- |
| 1   | Jorge Martínez     | Nieto-Ducados-Derbi | 40  |
| 2   | Gastone Grassetti  | Honda               | 24  |
| 3   | Adi Stadler        | Honda               | 19  |
| 4   | Julián Miralles    | Nieto-Ducados-Honda | 18  |
| 5   | Hans Spaan         | Samson-Sharp-Honda  | 17  |
| 5   | Manuel Herreros    | Nieto-Ducados-Derbi | 17  |
| 7   | Hisashi Unemoto    | Fukuda-Honda        | 16  |
| 8   | Ezio Gianola       | Honda               | 15  |
| 9   | Fausto Gresini     | Pileri-AGV-Garelli  | 13  |
| 9   | Pier Paolo Bianchi | Cagiva              | 13  |

## 80cc-klasse

### De training
In de 125cc-training waren de verschillen al groot, maar in de 80cc-klasse was het nog veel erger. Jorge Martínez was bijna twee seconden sneller dan Stefan Dörflinger, die op zijn beurt bijna drie seconden sneller was dan Àlex Crivillé. Reiner Koster reed naar de tiende startplaats maar was ruim acht seconden langzamer dan Martínez. 

#### Trainingstijden
| Pos | Coureur            | Merk                 | Tijd    |
| --- | ------------------ | -------------------- | ------- |
| 1.  | Jorge Martínez     | Nieto-Ducados-Derbi  | 2"12'00 |
| 2.  | Stefan Dörflinger  | Marlboro-LCR-Krauser | 2"13'81 |
| 3.  | Àlex Crivillé      | Nieto-Ducados-Derbi  | 2"16'75 |
| 4.  | Manuel Herreros    | Nieto-Ducados-Derbi  | 2"17'14 |
| 5.  | Bogdan Nikolov     | Krauser              | 2"18'21 |
| 6.  | Giuseppe Ascareggi | BBFT                 | 2"19'75 |
| 7.  | Herri Torrontegui  | Autisa               | 2"19'91 |
| 8.  | Jörg Seel          | Seel                 | 2"20'44 |
| 9.  | Károly Juhász      | Krauser              | 2"20'57 |
| 10. | Reiner Koster      | LCR-Casal            | 2"20'81 |

### De race
Net als een dag eerder in de 125cc-race deed Jorge Martínez er alles aan om de 80cc-race spannend te laten lijken. Nadat Károly Juhász de kopstart had, verzamelde Martínez zijn team (Manuel Herreros en Àlex Crivillé) om zich heen om de achtervolging in te zetten. Zo leek het erop dat de Derbi ploeg volledig op het podium zou komen, want Stefan Dörflinger had zijn start verknoeid. Na tien ronden sloot Dörflinger echter aan en dat was het moment voor Martínez om geen risico's meer te nemen en er vandoor te gaan. Dörflinger had tijdens zijn inhaalrace de snelste ronde gereden, maar Martínez verbeterde die weer en won met ruim vijf seconden voorsprong. 

#### Uitslag 80cc-klasse
| Pos | Coureur            | Merk                 | Tijd     | Punten |
| --- | ------------------ | -------------------- | -------- | ------ |
| 1   | Jorge Martínez     | Nieto-Ducados-Derbi  | 31"49'85 | 20     |
| 2   | Stefan Dörflinger  | Marlboro-LCR-Krauser | 31"55'20 | 17     |
| 3   | Manuel Herreros    | Nieto-Ducados-Derbi  | 31"58'29 | 15     |
| 4   | Àlex Crivillé      | Nieto-Ducados-Derbi  |          | 13     |
| 5   | Károly Juhász      | Krauser              |          | 11     |
| 6   | Bogdan Nikolov     | Krauser              |          | 10     |
| 7   | Peter Öttl         | Pichler-Krauser      |          | 9      |
| 8   | Giuseppe Ascareggi | BBFT                 |          | 8      |
| 9   | Reiner Koster      | LCR-Casal            |          | 7      |
| 10  | René Dünki         | Krauser              |          | 6      |
| 11  | Jos van Dongen     | Rekro-Casal          |          | 5      |
| 12  | Jörg Seel          | Seel                 |          | 4      |
| 13  | Gabriele Gnani     | Gnani                |          | 3      |
| 14  | Bert Smit          | Casal                |          | 2      |
| 15  | Serge Julin        | Casal                |          | 1      |
| 16  | Mathias Ehinger    | Krauser              |          |        |
| 17  | Paul Bordes        | Rieju                |          |        |
| 18  | Rudolf Kunz        | Rieju                |          |        |
| 19  | Lionel Robert      | Krauser              |          |        |
| 20  | Hans Koopman       | Ziegler              |          |        |
| 21  | Stefan Brägger     | Casal                |          |        |
| 22  | Ralf Hobl          | Krauser              | +1 ronde |        |
| 23  | Salvatore Milano   | Krauser              | +1 ronde |        |
| 24  | Kees Besseling     | CJB                  | +1 ronde |        |
| 25  | Philippe Desmet    | Autisa               | +1 ronde |        |
| 26  | Stuart Edwards     | Casal                | +1 ronde |        |
| 27  | Alojz Pavlič       | Seel                 | +1 ronde |        |
| 28  | Chris Baert        | Casal                | +1 ronde |        |

#### Niet gefinished
| Coureur            | Merk                | Oorzaak |
| ------------------ | ------------------- | ------- |
| Adrie Nijenhuis    | Timmer-Samson-Casal | Val     |
| Günter Schirnhofer | Krauser             |         |
| Heinz Paschen      | Kiefer              |         |
| Herri Torrontegui  | Autisa              |         |
| Javier Arumi       | Krauser             |         |
| Jacques Bernard    | Fantic              |         |
| Jaime Mariano      | JJ Cobas-Rotax      |         |
| Roberto Sassone    | BF                  |         |

#### Niet gekwalificeerd
| Coureur            | Merk       |
| ------------------ | ---------- |
| Mario Scalinci     | UFO        |
| Thomas Engl        | Krauser    |
| Francesco Fantini  | BBFT       |
| Ian McConnachie    | Autisa     |
| Dennis Batchelor   | Krauser    |
| Vincenzo Saffiotti | UFO        |
| Sandro Paris       | UFO        |
| Otto Machinek      | Om-Spezial |
| Joaquin Gali       | Krauser    |
| Giuliano Tabanelli | UFO        |

### Top tien tussenstand 80cc-klasse
| Pos | Coureur            | Merk                 | Ptn |
| --- | ------------------ | -------------------- | --- |
| 1   | Jorge Martínez     | Nieto-Ducados-Derbi  | 57  |
| 2   | Stefan Dörflinger  | Marlboro-LCR-Krauser | 50  |
| 3   | Manuel Herreros    | Nieto-Ducados-Derbi  | 45  |
| 4   | Àlex Crivillé      | Nieto-Ducados-Derbi  | 43  |
| 5   | Peter Öttl         | Pichler-Krauser      | 31  |
| 6   | Károly Juhász      | Krauser              | 27  |
| 7   | Bogdan Nikolov     | Krauser              | 26  |
| 8   | Giuseppe Ascareggi | BBFT                 | 18  |
| 9   | Jos van Dongen     | Rekro-Casal          | 16  |
| 10  | Gabriele Gnani     | Gnani                | 12  |

## Trivia

### Extra trainingen
Zowel HRC als Yamaha hadden in de weken voor de Grand Prix getraind op het circuit van Rijeka. De fabrieks-Honda's waren zelfs eerst naar Japan geweest om wijzigingen aan de remmen door te voeren, de positie van het motorblok te wijzigen en een andere swingarm te monteren. Ze kwamen naar Italië met een duidelijk beter frame, volgens geruchten dat uit 1987. John Kocinksy testte in Rijeka zijn nieuwe Yamaha YZR 250 met een carbonfiber frame, die hij ook in deze race gebruikte. 

### Matig circuit
Voor het eerst sinds het seizoen 1983 werd het circuit goed genoeg bevonden voor een Grand Prix, maar qua veiligheid hield het niet over. De vangrails stonden te dicht op de baan, er waren niet genoeg strobalen, het asfalt was van wisselende kwaliteit (oud en nieuw asfalt) en er lag nog veel rubber van de drie weken eerder gereden Formule 1-race, wat vooral in de natte trainingsdagen een probleem was. Tijdens de trainingen vielen Kees Besseling, Paolo Casoli, Pierfrancesco Chili, Àlex Crivillé, Jos van Dongen, Stefan Dörflinger, Ron Haslam, Eddie Lawson, Niall Mackenzie, Ian McConnachie, Peter Öttl, Didier de Radiguès (2x), Jean-Philippe Ruggia, Dominique Sarron en Hisashi Unemoto.

### Bruno Casanova
Bruno Casanova was het seizoen begonnen met het "oude" Rotax-blok, een paralleltwin, maar werd nu volwaardig fabrieksrijder voor Aprilia met de nieuwe Rotax-V-twin.

### Wayne Gardner en dokter Costa
Wayne Gardner had zich bij de wedstrijdarts gemeld met een wat gezwollen voet na een trainingsongeval in Rijeka, waarvoor een extra verstevigde laars was gemaakt. Als de dokter had geweten wat er werkelijk aan de hand was had hij waarschijnlijk geen toestemming gegeven om te starten. Dr. Costa had al eerder vijf botbreuken in Gardner's voet geconstateerd, maar begeleidde hem het hele weekend. Ook had Gardner zich ervan verzekerd dat er geen blijvende schade aan zijn voet zou optreden. Claudio Costa's nieuwe Clinica mobile werd in Imola geopend. Aanvankelijk was de mobiele kliniek opgezet met geld van helmenfabrikant AGV, maar nu had Costa een derde hypotheek op zijn huis moeten nemen om de zaak te bekostigen. Wayne Gardner bracht in elk geval zijn prijzengeld van omgerekend ongeveer 7.500 Euro na de race naar de kliniek.

### Uitgeschakeld voor de volgende race
Achteraf bleken er een flink aantal coureurs voor kortere of langere tijd te zijn uitgeschakeld door hun opgelopen blessures. Dat gold voor Loris Reggiani, Raymond Roche, Fausto Gresini en Tadahiko Taira.
1922 · 1923 · 1924 · 1925 · 1926 · 1927 · 1928 · 1929 · 1930 · 1931 · 1932 · 1933 · 1934 · 1935 · 1936 · 1937 · 1938 · 1939 · 1947 · 1948 · 1949 · 1950 · 1951 · 1952 · 1953 · 1954 · 1955 · 1956 · 1957 · 1958 · 1959 · 1960 · 1961 · 1962 · 1963 · 1964 · 1965 · 1966 · 1967 · 1968 · 1969 · 1970 · 1971 · 1972 · 1973 · 1974 · 1975 · 1976 · 1977 · 1978 · 1979 · 1980 · 1981 · 1982 · 1983 · 1984 · 1985 · 1986 · 1987 · 1988 · 1989 · 1990